# Murlo
Murlo is een gemeente in de Italiaanse provincie Siena (regio Toscane) en telt 2116 inwoners (31-12-2004). De oppervlakte bedraagt 115,0 km², de bevolkingsdichtheid is 18 inwoners per km².
De volgende frazioni maken deel uit van de gemeente: Casciano, Vescovado, Bagnaia, Befa, Casanova, Fontazzi, Lupompesi, Miniera di Murlo, Montepescini, Poggiobrucoli, Poggiolodoli. In het dorp bevindt zich Poggio Civitate, een site voor opgravingen uit de tijd van de Etrusken.

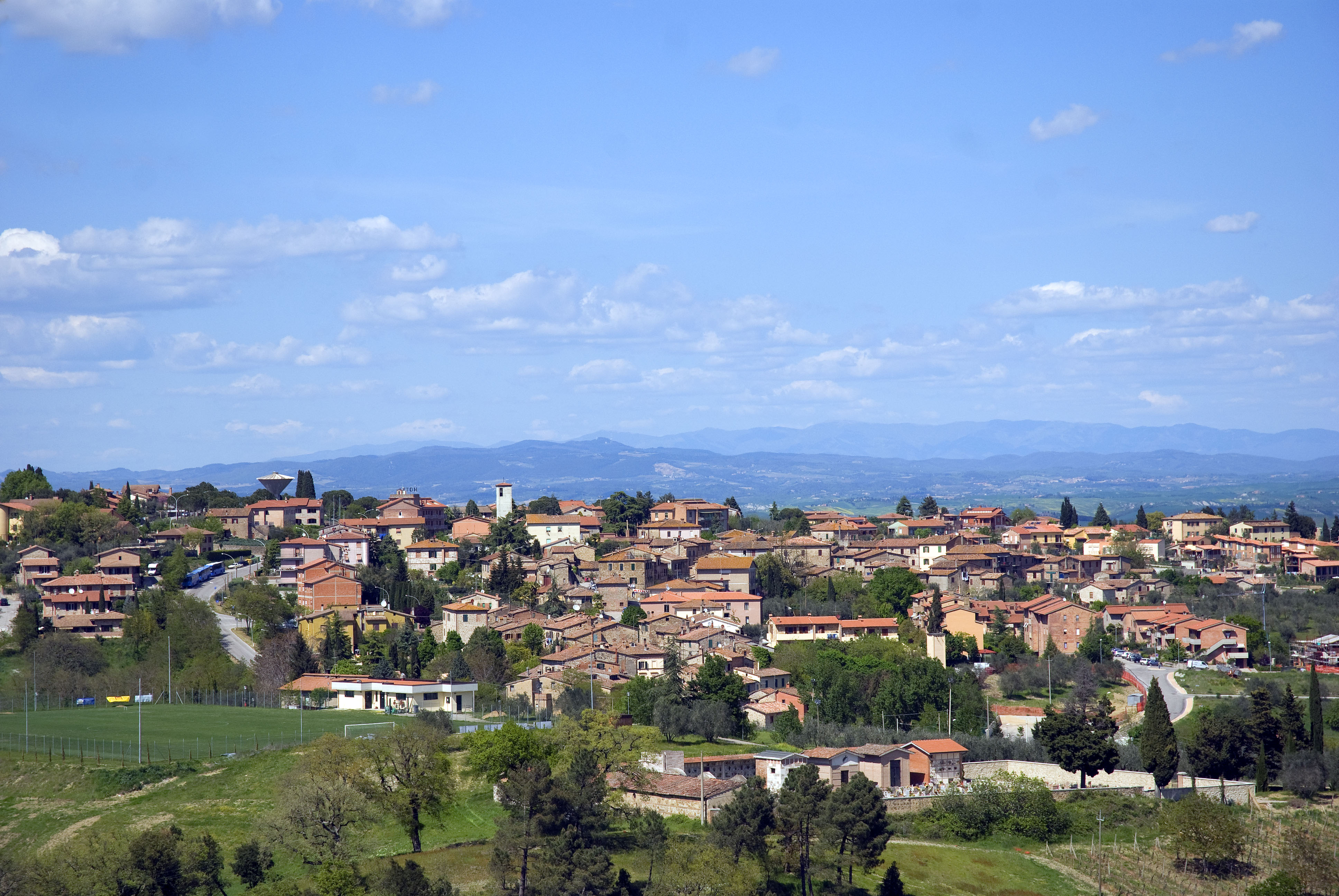
Murlo
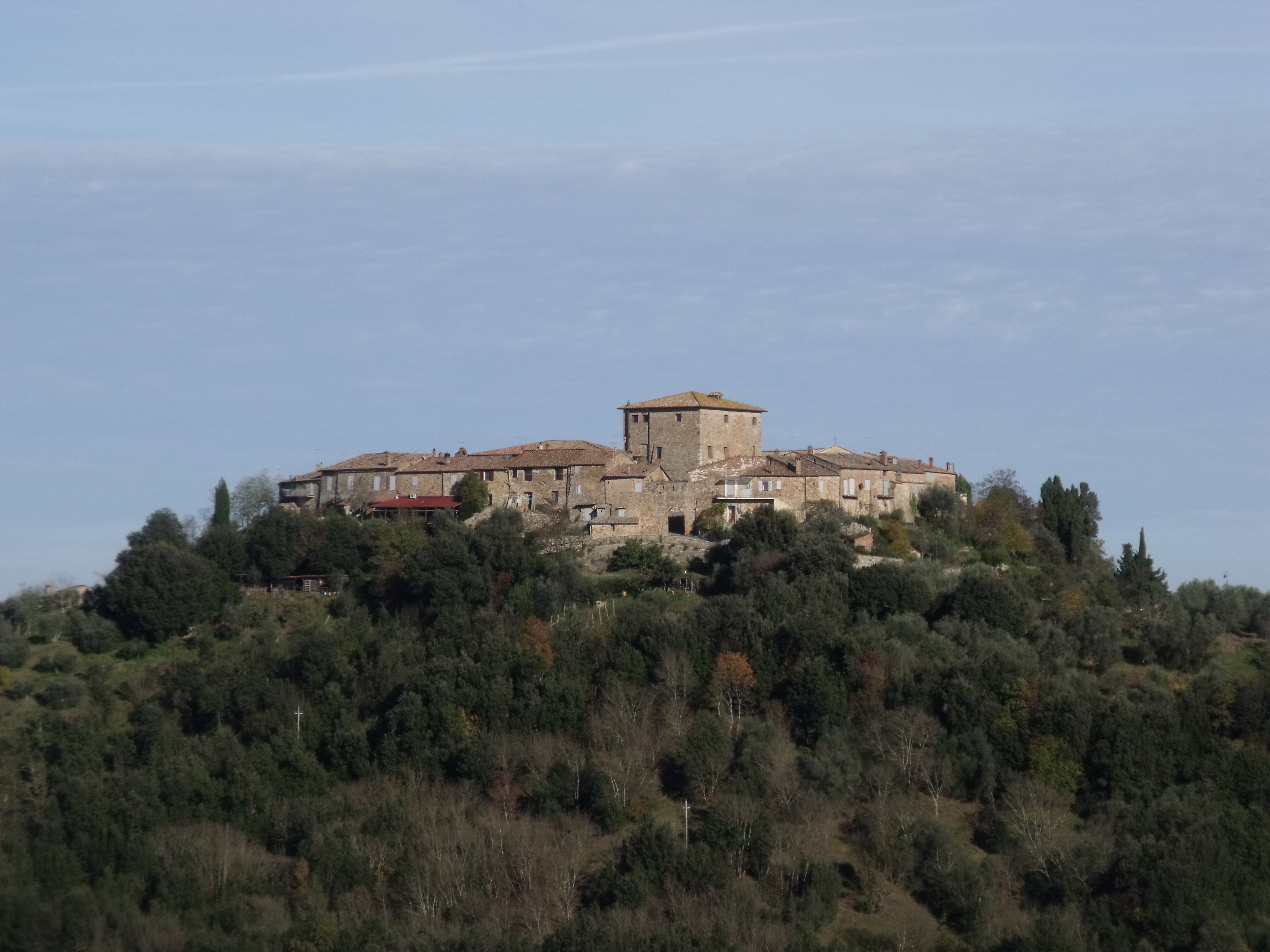
Kasteel van Murlo

## Demografie
Murlo telt ongeveer 936 huishoudens. Het aantal inwoners steeg in de periode 1991-2001 met 7,8% volgens cijfers uit de tienjaarlijkse volkstellingen van ISTAT.
| Jaar | Inwoneraantal |
| ---- | ------------- |
| 1991 | 1793          |
| 2001 | 1932          |

## Geografie
De gemeente ligt op ongeveer 294 m boven zeeniveau.
Murlo grenst aan de volgende gemeenten: Buonconvento, Civitella Paganico (GR), Montalcino, Monteroni d'Arbia, Monticiano, Sovicille.